# Étienne-René Potier de Gesvres
Pour les autres membres de la famille, voir famille Potier.
Étienne-René Potier de Gesvres, né le 2 janvier 1697 à Paris et mort dans la même ville le 24 juillet 1774, est un évêque et un cardinal français du XVIIIe siècle.

## Biographie
Le cardinal de Gesvres est le fils de François Bernard Potier, duc de Gesvres (1655-1739) et de Marie Madeleine Louise de Seiglière (1664-1702).
Il est nommé évêque-comte de Beauvais, pair de France, vidame de Gerberoy, le 18 février 1728, sacré le 30 mai suivant, créé cardinal en avril 1756 et fait commandeur de l'ordre du Saint-Esprit en 1758. L'année suivante, il devient abbé commendataire de Saint-Étienne de Caen. Il s'est démis de son évêché en 1772, et est mort à Paris au mois de juillet 1774.
Son épiscopat dura quarante-quatre ans durant lesquelles il s'occupa réellement des intérêts de son diocèse, ce qui n'était pas habituel au XVIIIe siècle. Il n'hésita pas à recourir aux lettres de cachet pour extirper le jansénisme qui connaissait alors ses derniers soubresauts. Il rendit à la ville de Beauvais de nombreux services durant la disette de 1740 et la grande épidémie très meurtrière de 1750 en payant de ses propres deniers des médecins appelés de Paris.
Il favorisa l'établissement des blanchisseries. Il laissa une somme considérable au bureau des pauvres.
Son portrait, un tableau classé, par le peintre italien Pompeo Batoni date de 1758 et appartient aux Hospices de Beauvais. Il a été déposé au musée des Beaux-Arts de Beauvais en 1920. Une gravure en a été exécutée en 1761 par Gaillard.
Il eut pour successeur François-Joseph de La Rochefoucauld.